# Cricula ampotoni
Cricula ampotoni är en fjärilsart som beskrevs av Rondot. 1887. Cricula ampotoni ingår i släktet Cricula och familjen påfågelsspinnare. Inga underarter finns listade i Catalogue of Life.